# Приедор
Прие́дор (босн. Prijedor, серб. Приједор, хорв. Prijedor) — город в Боснии и Герцеговине. Город расположен в северной части Республики Сербской (как центр одноимённой общины и региона Приедор), на берегах реки Саны. После подписания Дейтонского соглашения 14 декабря 1995 года Приедор перешёл в состав Республики Сербской.
Во время Второй мировой войны входил в состав Сана-Луки Независимого государства Хорватия.

## Фотогалерея

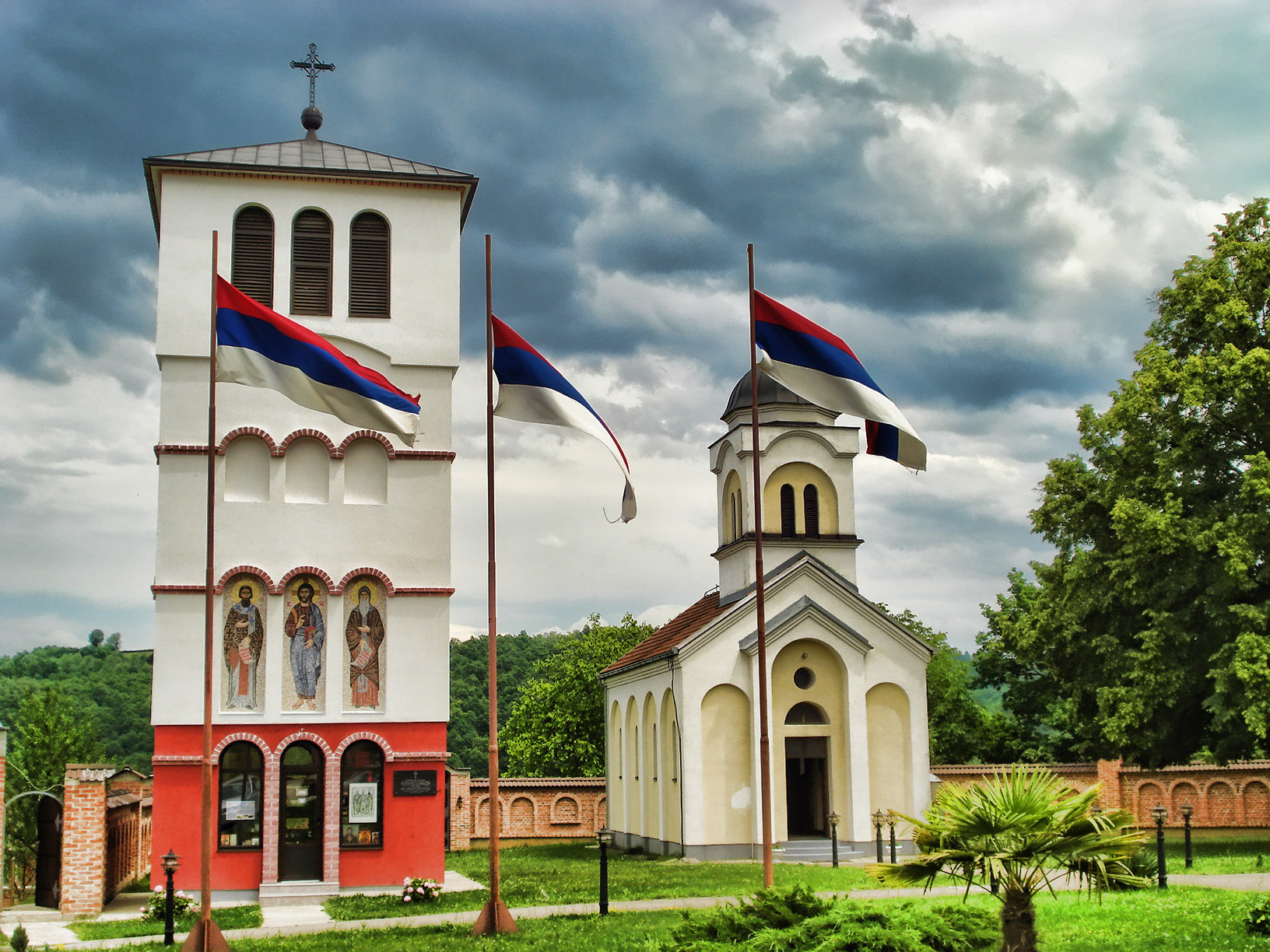
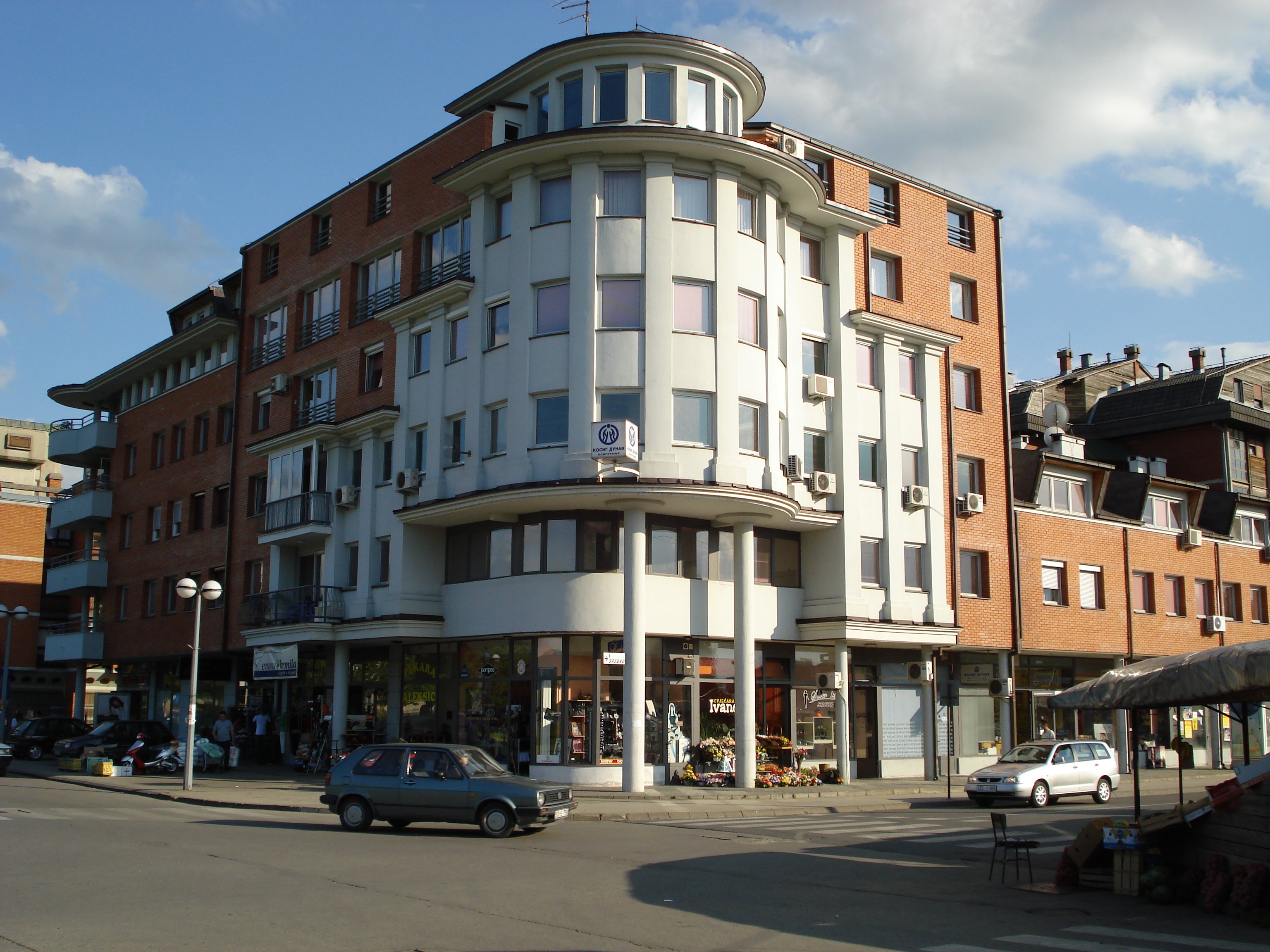
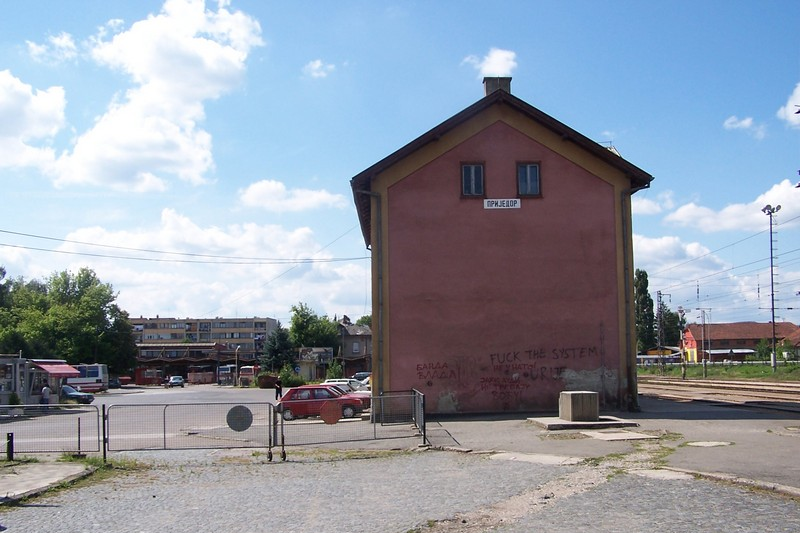
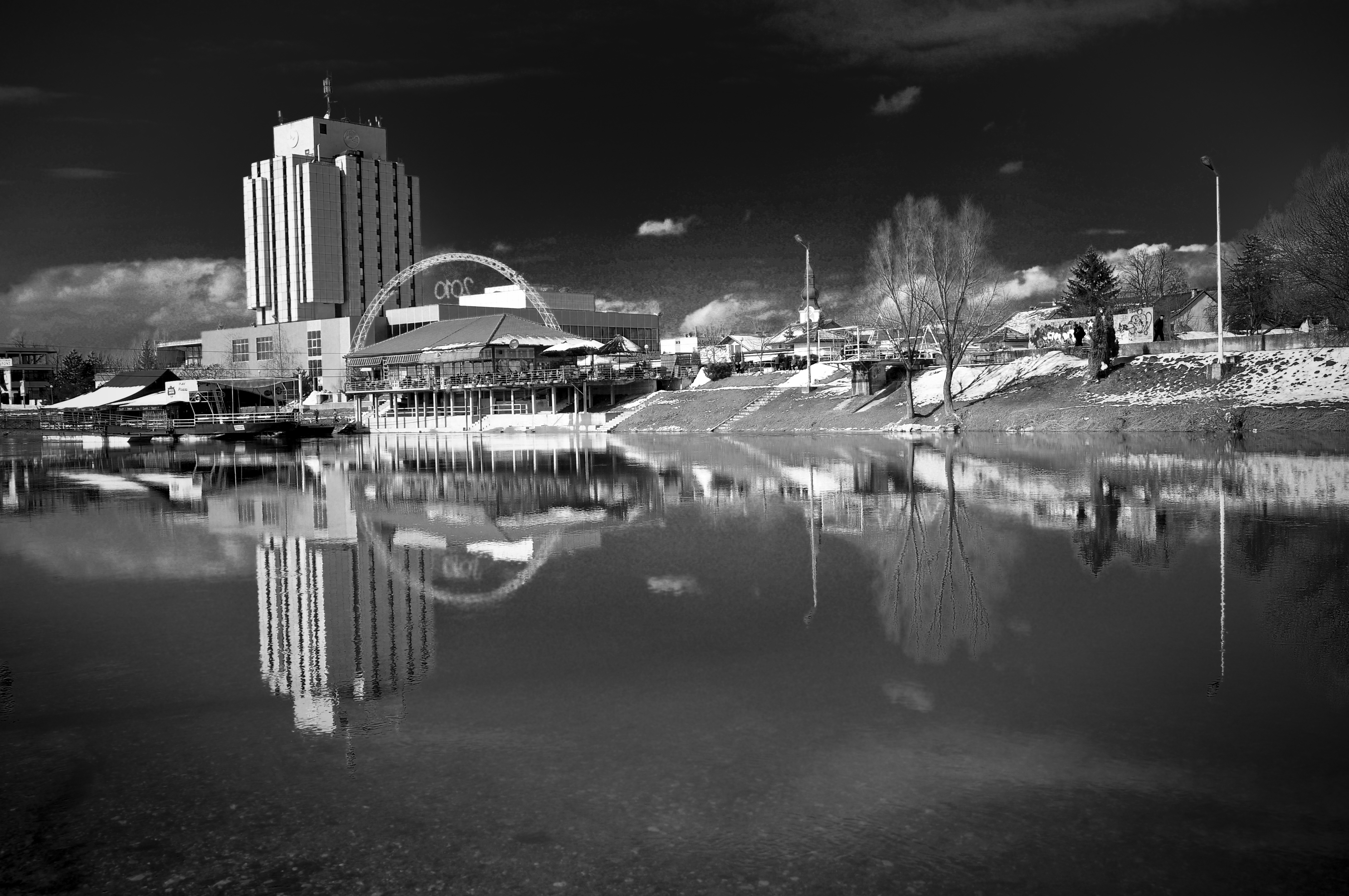
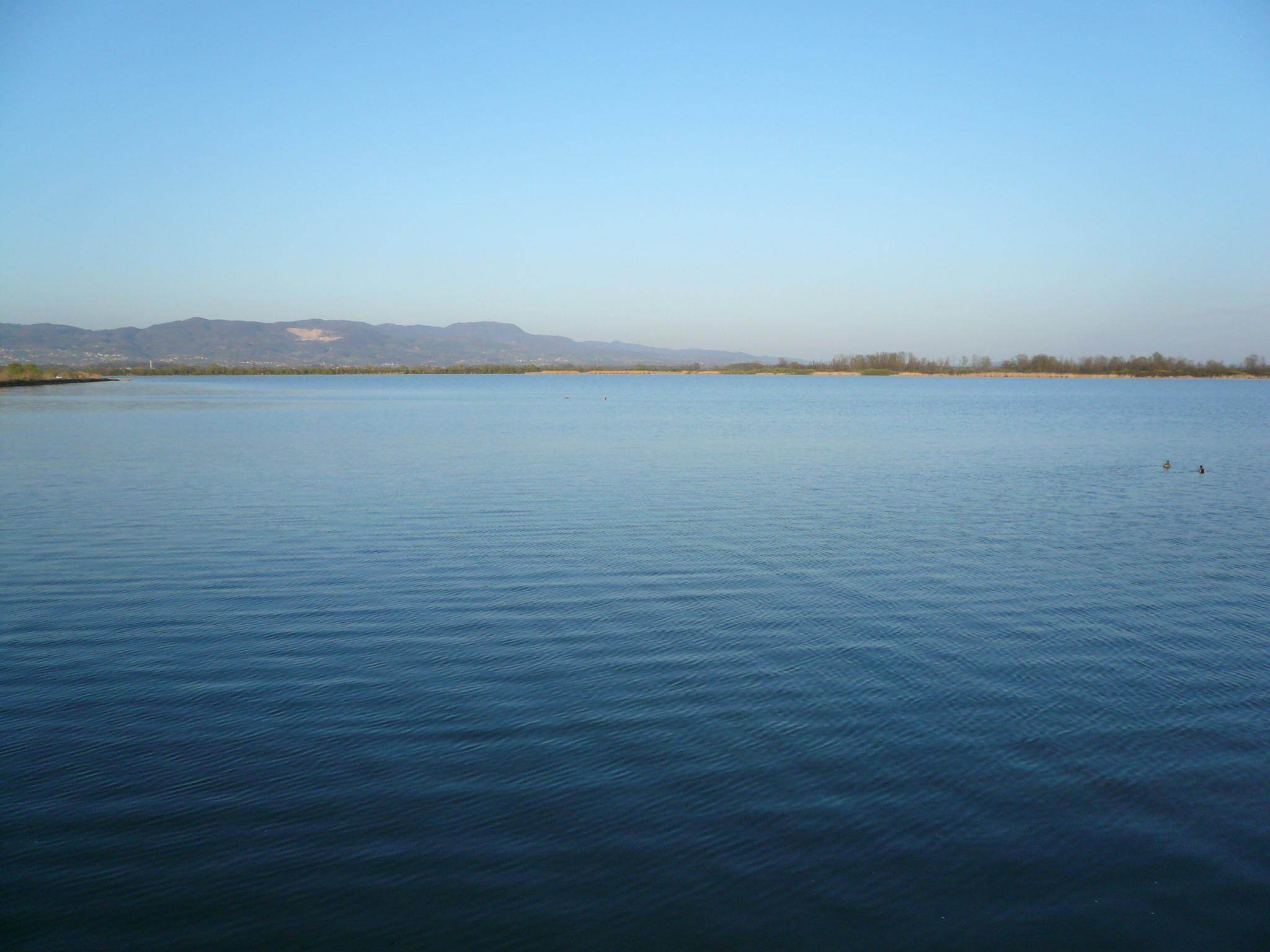

## Население
Численность населения города по переписи 2013 года составила 32 342 человека, общины — 97 558 человек, в 1991 году — 34 635 человек.

## Города-побратимы
- Турция — Маниса
- Сербия — Панчево
- Сербия — Кикинда
- Греция — Неаполис
- Норвегия — Сунд
- Россия — Иркутск
- Словения — Ново Место